# آلة فيغا
آلات فيغا  (بالإنجليزية: Vega machine) هي نوع من أجهزة الوخز الكهربائية يدعي أنصارها استخدامها في تشخيص الحساسية وغيرها من الأمراض. تعتمد فكرة جهاز فيغا بالكامل على اختبار الوخز الكهربية المصممة بواسطة رينهولد فول في الخمسينات. بينما طور هيلموت شيميل هذه التقنية وقدمها إلى العالم تحت مسمى اختبار فيغا.
حذرت العديد من الجمعيات الطبية من استخدام هذه الآلة، بما في ذلك المعهد الوطني للصحة وتفوق الرعاية  والكلية الأسترالية للحساسية،  و الجمعية الأسترالية للمناعة الطبية والحساسية ‏,  و الأكاديمية الأمريكية لأمراض الحساسية والربو والمناعة ‏ و منظمة الحساسية جنوب أفريقيا. انتقدت اللجنة الطبية للممارسة الطبية أحد الأطباء في عام 1990 أحد الأطباء في نيوزيلندا لاستخدامه آلة فيغا.  أوقفت لجنة الانضباط من كلية الأطباء والجراحين في أونتاريو في عام 1999 ممارس طبي آخر بعد أن «فشلت الآلة في تلبية معايير  الممارسة الطبية» في استخدامه لآلة فيغا في التشخيص.
تشير المراجعات المتاحة للأدلة الطبية في المؤلفات الطبية إلى أن الاختبارات الجلدية الكهربي، مثل تلك التي تقوم بها آلة فيغا، غير فعالة في تشخيص الحساسية ويوصي بعدم استخدامها.